# 栗林四郎
栗林 四郎（くりばやし しろう、1912年10月19日 - 1992年5月24日）は、日本の経営者、銀行家。京都銀行頭取を務めた。大分県出身。

## 経歴
1935年に京都帝国大学を卒業し、朝鮮銀行での勤務を経て、1946年に大蔵省に入省。1951年に京都銀行に転じ、1953年に常務に就任し、1972年に頭取に就任。1979年には会長に就任。
1992年5月24日肺炎のために死去。79歳没。

## 栄誉
- 藍綬褒章(1979年)
- 勲三等瑞宝章(1984年)
- 第六回ヒューマン大賞(1990年)